# Satellite Based Augmentation System

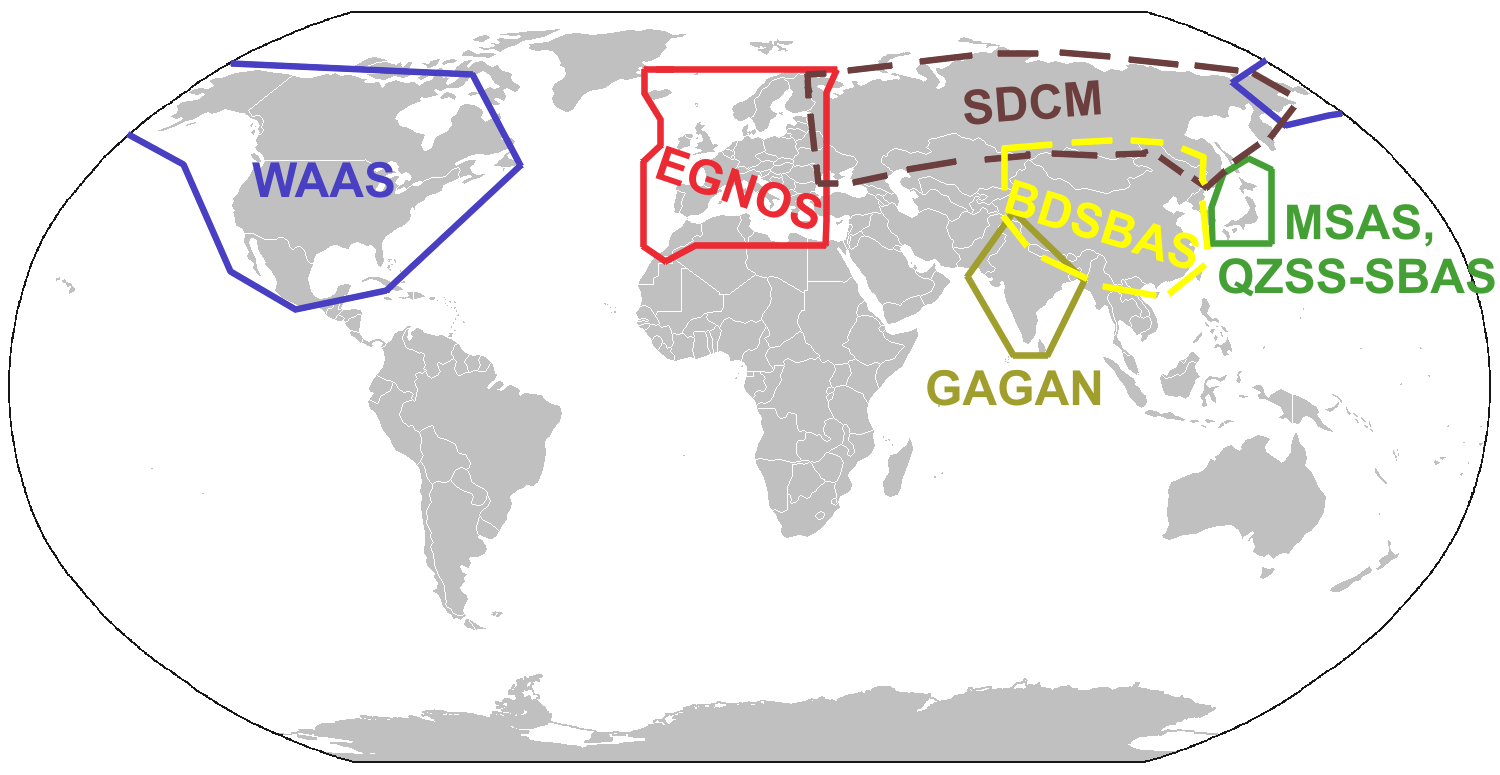
Servicegebiete der Satellite Based Augmentation Systems

Ein Satellite Based Augmentation System (SBAS; deutsch Satellitenbasiertes Ergänzungssystem) ist ein Erweiterungssystem zur Satellitennavigation. Es steigert regional begrenzt die Positionsgenauigkeit von einem oder mehreren globalen Navigationssatellitensystemen (GNSS). SBAS liefert zusätzliche Informationen, die von üblicherweise geosynchronen (meistens geostationären) Satelliten ausgestrahlt werden und Zuverlässigkeit, Genauigkeit und Verfügbarkeit der Positionsbestimmung erhöhen.
Neben Daten zur Verbesserung der Positionsgenauigkeit informieren einige SBAS auch über die Integrität des GNSS. Zum Beispiel erfahren Nutzer des Safety-of-Life-Dienstes vom europäischen EGNOS innerhalb von 6 Sekunden, wenn die Navigationssatelliten falsche Daten ausstrahlen oder der Empfang stark gestört ist. Der Safety-of-Life-Dienst kommt zum Einsatz, wenn korrekte Positionsangaben lebenswichtig sind, wie zum Beispiel im Flugverkehr. Luftfahrzeuge bestimmen ihre Position über Satellitennavigationssysteme (GNSS) wie GPS oder GLONASS selbständig. Der im Luftfahrzeug festinstallierte und für diesen Anwendungszweck zugelassene GNSS-Empfänger muss über Verfahren zur Überprüfung der Signalintegrität globaler Navigationssatellitensysteme verfügen. Bekannte Verfahren zur Überprüfung der Signalintegrität von Navigationssatellitensysteme sind RAIM und SBAS.

## Systeme
Folgende SBAS existieren oder befinden sich im Aufbau, die vornehmlich für eine Anwendung im Flugnavigationsbereich gedacht sind, aber auch weit darüber hinaus genutzt werden:
| System    | Vollständiger Name                                  | Region                    | Status     |
| --------- | --------------------------------------------------- | ------------------------- | ---------- |
| WAAS      | Wide Area Augmentation System                       | Nordamerika               | in Betrieb |
| EGNOS     | European Geostationary Navigation Overlay Service   | Europa                    | in Betrieb |
| MSAS      | Multi-functional Satellite Augmentation System      | Japan                     | in Betrieb |
| GAGAN     | GPS Aided Geo Augmented Navigation                  | Indien                    | in Betrieb |
| SDKM      | System zur Differentiellen Korrektur und Monitoring | Russland                  | im Aufbau  |
| SouthPAN  | Southern Positioning Augmentation System            | Australien und Neuseeland | im Aufbau  |
| KASS      | Korean Augmentation Satellite System                | Südkorea                  | im Aufbau  |
| QZSS-SAIF | Quasi-Zenit-Satelliten-System                       | Japan                     | im Aufbau  |
| BDSBAS    | BeiDou Satellite-based Augmentation System          | China                     | im Aufbau  |

Diese Systeme verwenden dasselbe Datenformat und ähnliche Signale, so dass SBAS-fähige Empfänger für alle diese Systeme geeignet sind. Der Empfänger erhält folgende Informationen:
- Plausibilität der GNSS-Signale,
- Berichtigungen für GNSS-Satellitenuhren und -bahnen,
- Berichtigungen für ionosphärisch bedingte Laufzeitverzögerungen basierend auf einem Datengitter.

Mit Hilfe dieser Informationen kann der Empfänger seine effektive Positionsgenauigkeit erheblich von etwa 10 Metern auf bis einen Meter verbessern. Zusätzlich können die Signale, die die GPS-L1-Frequenz verwenden und GPS-C/A-Code-ähnliche Eigenschaften aufweisen, für Pseudostreckenmessungen genutzt werden, also direkt die Verfügbarkeit von GNSS verbessern, indem sie einen zusätzlichen Systemsatelliten imitieren.

## Satelliten
| SBAS-System                                   | Satellit           | Orbitposition | PRN-Nr. | Bemerkung                                  |
| --------------------------------------------- | ------------------ | ------------- | ------- | ------------------------------------------ |
| ehemalige SBAS-Satelliten (Auswahl)           |                    |               |         |                                            |
| WAAS                                          | Inmarsat-3F4/AOR-W | 142,0° W      | 122     | zuvor auf 54,0° W, bis 2007                |
| WAAS                                          | Inmarsat-3F3/POR   | 178,0° O      | 134     | bis 2007                                   |
| EGNOS                                         | Inmarsat-3F5/IOR   | 64,0° O       | 131     | Testbetrieb bis 2004                       |
| EGNOS                                         | Artemis            | 21,5° O       | 124     |                                            |
| EGNOS                                         | Inmarsat-3F5/IOR-W | 25,0° O       | 126     | 2006–2009                                  |
| EGNOS                                         | Inmarsat-4F2/IOR-W | 25,0° O       | 126     |                                            |
| GAGAN                                         | Inmarsat-4F1/IOR   | 64,0° O       | 127     | Testbetrieb 2007/08                        |
| aktuell aktive SBAS-Satelliten (Oktober 2012) |                    |               |         |                                            |
| WAAS                                          | Intelsat Galaxy XV | 133,0° W      | 135     |                                            |
| WAAS                                          | TeleSat Anik F1R   | 107,3° W      | 138     |                                            |
| WAAS                                          | Inmarsat-4F3       | 98,0° W       | 133     |                                            |
| EGNOS                                         | Inmarsat-3F2/AOR-E | 15,5° W       | 120     |                                            |
| EGNOS                                         | SES-5              | 5° O          | 136     |                                            |
| EGNOS                                         | Astra-5B           | 31,5° O       | 123     | Testbetrieb                                |
| GAGAN                                         | GSAT-8             | 55,0° O       | 127     | Testbetrieb                                |
| QZSS-SAIF                                     | QZS-1              | 135,0° O      | 183     | HEO-Orbit, Inklination 43°, Testbetrieb    |
| MSAS                                          | MTSAT-1R           | 140,1° O      | 129     | nutzt z. T. auch PRN 137                   |
| MSAS                                          | MTSAT-2            | 145,0° O      | 137     | nutzt z. T. auch PRN 129                   |
| SDKM                                          | Lutsch-5A          | 95° O         | 140     | Testbetrieb, GPS/GLONASS                   |
| zukünftige SBAS-Satelliten (Auswahl)          |                    |               |         |                                            |
| SDKM                                          | Lutsch-5B          | 16° W         | 125     | gestartet am 2. November 2012, GPS/GLONASS |
| SDKM                                          | Lutsch-5V          | 167° O        | 141     | gestartet ~2014, GPS/GLONASS               |
| GAGAN                                         | GSAT-10            | 83,0° O       | 128     | gestartet am 21. September 2012            |

## Weitere Dienste
Es gibt weitere, im Wesentlichen kommerzielle Dienste, die im weiteren Sinne auch als SBAS bezeichnet werden könnten:
- Starfix der Firma Fugro,
- OmniSTAR der Firma Trimble,
- StarFire der Firma John Deere,
- Atlas L-Band der Firma Hemisphere GNSS
- verschiedene Dienste der Firma Veripos.

Auch diese Dienste nutzen geostationäre Satelliten, um Ergänzungsinformationen auszusenden. Sie verwenden aber andere Signale und Datenformate, so dass diese Dienste nicht frei zugänglich sind und auch keine zusätzlichen Pseudostreckenmessungen durchgeführt werden können. Dafür sind die erzielbaren Genauigkeiten der Positionsbestimmung teilweise deutlich höher (Dezimeter-Bereich).